# Les Dégourdis de la M.P.
Les Dégourdis de la M.P. (Off Limits) est un film américain réalisé par George Marshall, sorti en 1953.

## Fiche technique
- Titre original : Off Limits
- Réalisation : George Marshall
- Scénario : Hal Kanter et Jack Sher
- Photographie : J. Peverell Marley
- Musique : Van Cleave
- Montage : Arthur P. Schmidt
- Décors : Hal Pereira, Sam Comer et Grace Gregory
- Costumes : Edith Head
- Pays d'origine :  États-Unis
- Format :
- Genre :
- Durée : 89 minutes
- Date de sortie :

## Distribution
- Bob Hope : Wally Hogan
- Mickey Rooney : Herbert Tuttle
- Marilyn Maxwell : Connie Curtis
- Eddie Mayehoff : Karl Danzig
- Stanley Clements : Bullets Bradley
- Jack Dempsey : lui-même
- Marvin Miller : Vic Breck
- John Ridgely : Lieutenant Commander Parnell
- Tom Harmon : lui-même
- Norman Leavitt : Chowhound
- Art Aragon : lui-même
- Kim Spalding : le marin Harker
- Jerry Hausner : Fishy
- Mike Mahoney : MP Huggins
- Joan Taylor : Helen
- Charles Bronson : Russell